# 纳瓦伊剧院
纳瓦伊剧院全名阿里希爾·納瓦伊國家學術歌劇與芭蕾大劇院，是烏茲別克首都塔什干的國家劇院。

## 歷史

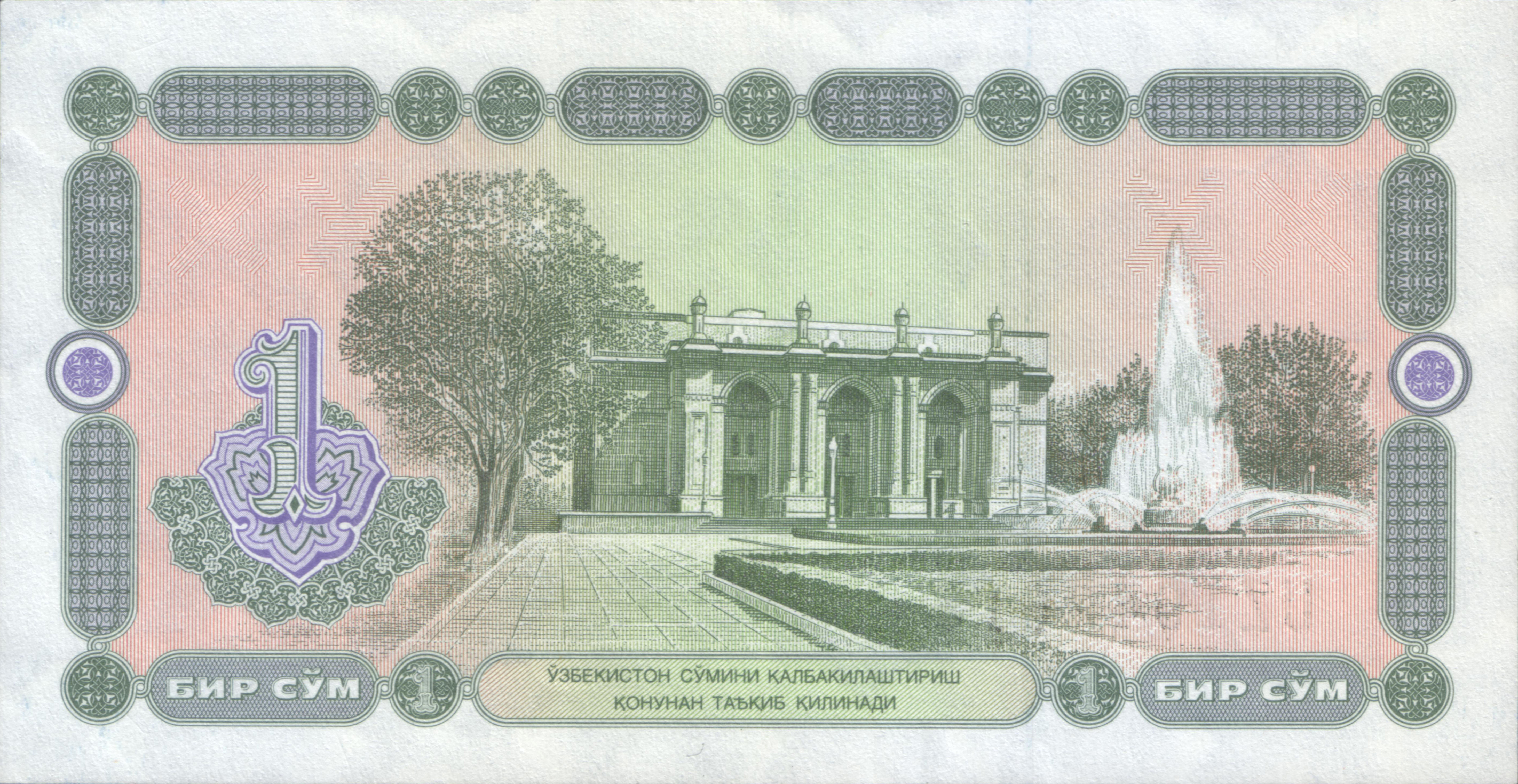
1索姆紙鈔上的纳瓦伊剧院

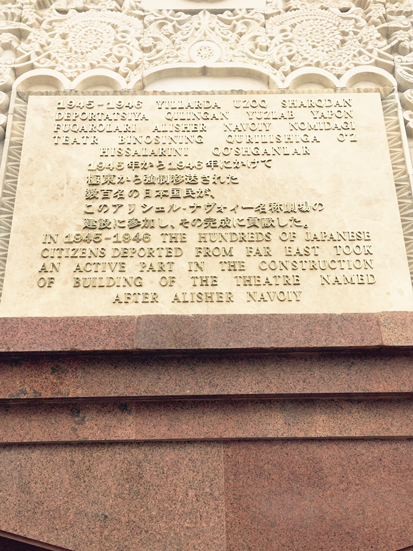
外牆上紀念參與建造劇院的日本戰俘之銘文

1929年以穆希丁·哥里尤庫波夫為團長的業餘民族歌舞團轉型為專業劇院，即烏茲別克國家音樂劇院（Oʻzbek davlat musiqali teatri），1939年改名為烏茲別克國家歌劇與芭蕾劇院（Oʻzbek davlat opera va balet teatri），1948年3月與塔什干的俄羅斯劇院合併，並冠以15世紀作家、察合台文學的代表人物阿里希爾·納瓦伊之名。1959年此劇院獲學術劇院稱號，1966年獲大劇院稱號。

## 建築
烏茲別克國家音樂劇院本無專用的演出場地，1930年代始決定建造劇院大樓，1934年建築師阿列克谢·维克多罗维奇·休谢夫被選為新劇院大樓的設計者，1940年9月正式開工，1942年一度因戰爭而停工，1943年復工，當時有被強迫勞動的高麗人參與工程；二戰結束後，1945年至1947年有被強制勞動的日本戰俘參與工程的最後階段。劇院大樓於1947年11月阿里希爾·納瓦伊500歲誕辰日竣工開放。
纳瓦伊剧院的大樓為史達林式帝國建築，正面有三座拱門。戲劇廳內有1440個觀眾席:30:144。一樓的大廳掛有舞蹈、詩歌、繪畫與建築等主題的圖畫，二樓大廳掛有以阿里希爾·納瓦伊作品為主題的圖畫:142，另外劇院內有六座側廳，分別以塔什干、撒馬爾罕、布哈拉、希瓦、帖爾米茲與費爾干納等六個烏茲別克城市命名，其中塔什干與費爾干納廳位於一樓，布哈拉與撒馬爾罕廳位於二樓，希瓦與帖爾米茲廳位於三樓:28。
1966年塔什干地震中有近8萬棟大樓倒塌，纳瓦伊剧院則完好，一度被災民用作避難場所。